# Кавицана
Кавица̀на (на италиански: Cavizzana; на ладински: Cjaviciana, Чавичана) е село и община в Северна Италия, автономна провинция Тренто, автономен регион Трентино-Южен Тирол. Разположено е на 710 m надморска височина. Населението на общината е 240 души (към 2018 г.).